# 社会運動

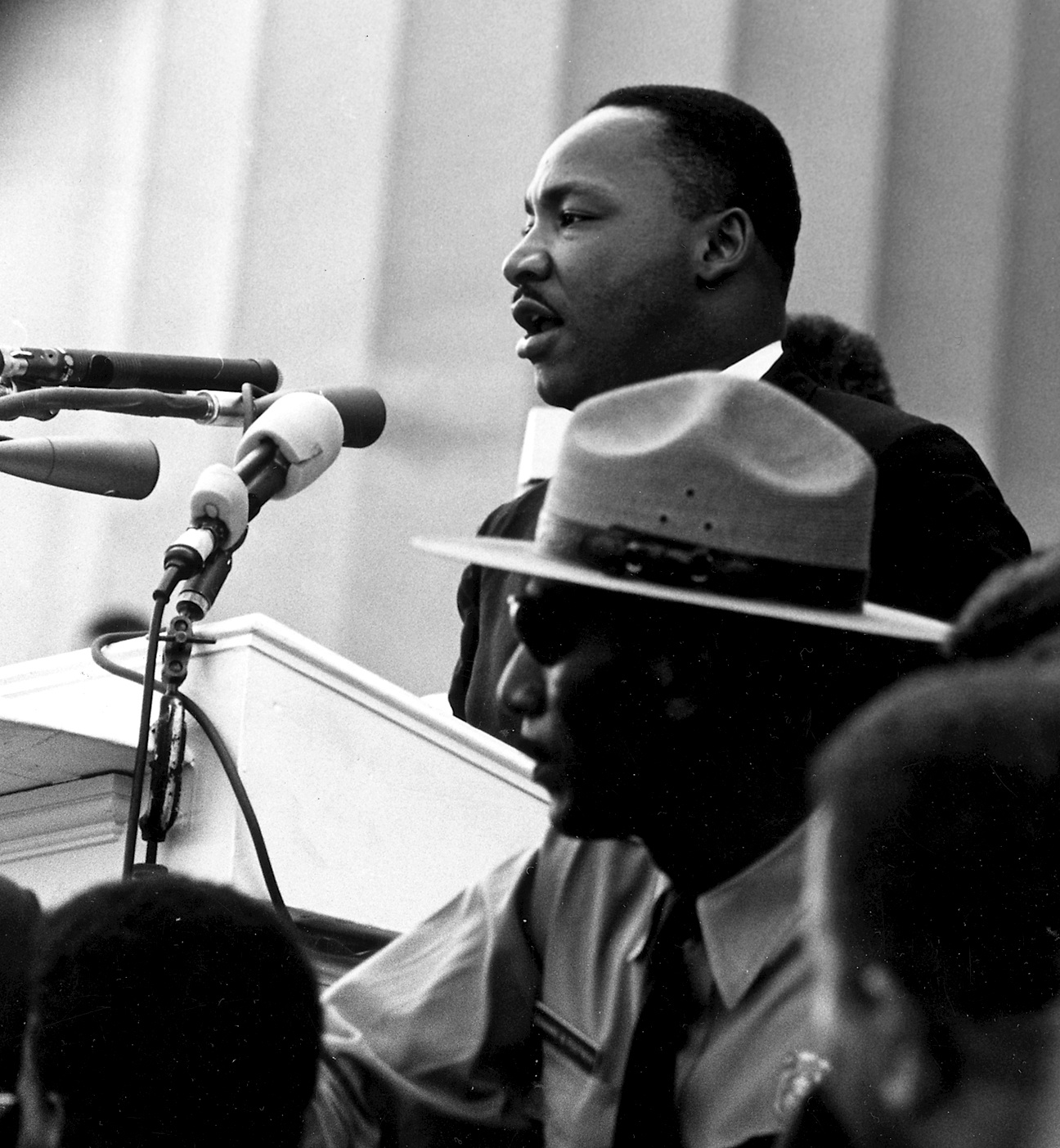
公民権運動の一環、ワシントン大行進で「I Have a Dream」で知られる演説を行うキング牧師

社会運動（しゃかいうんどう、英: social movement）とは、現在の社会の状況の改善や社会問題を独自に提起したり、あるいは政府の社会政策に対して推進または阻止を求める者が、それらの希望を実現することを目的として同志を募り団結して目に見える形で行動（運動）し、世論や社会、政府などへのアピールを通じて、問題の解決をはかる動きを指す用語である。
民主主義的な方法（独自に政党を結成、または候補者を擁立して選挙に出馬するなど）によって政治に進出していく場合もあるが、一般には政府や政界には入らず、これらに対する圧力団体を組織するまでで留める場合が多い。

## 発展

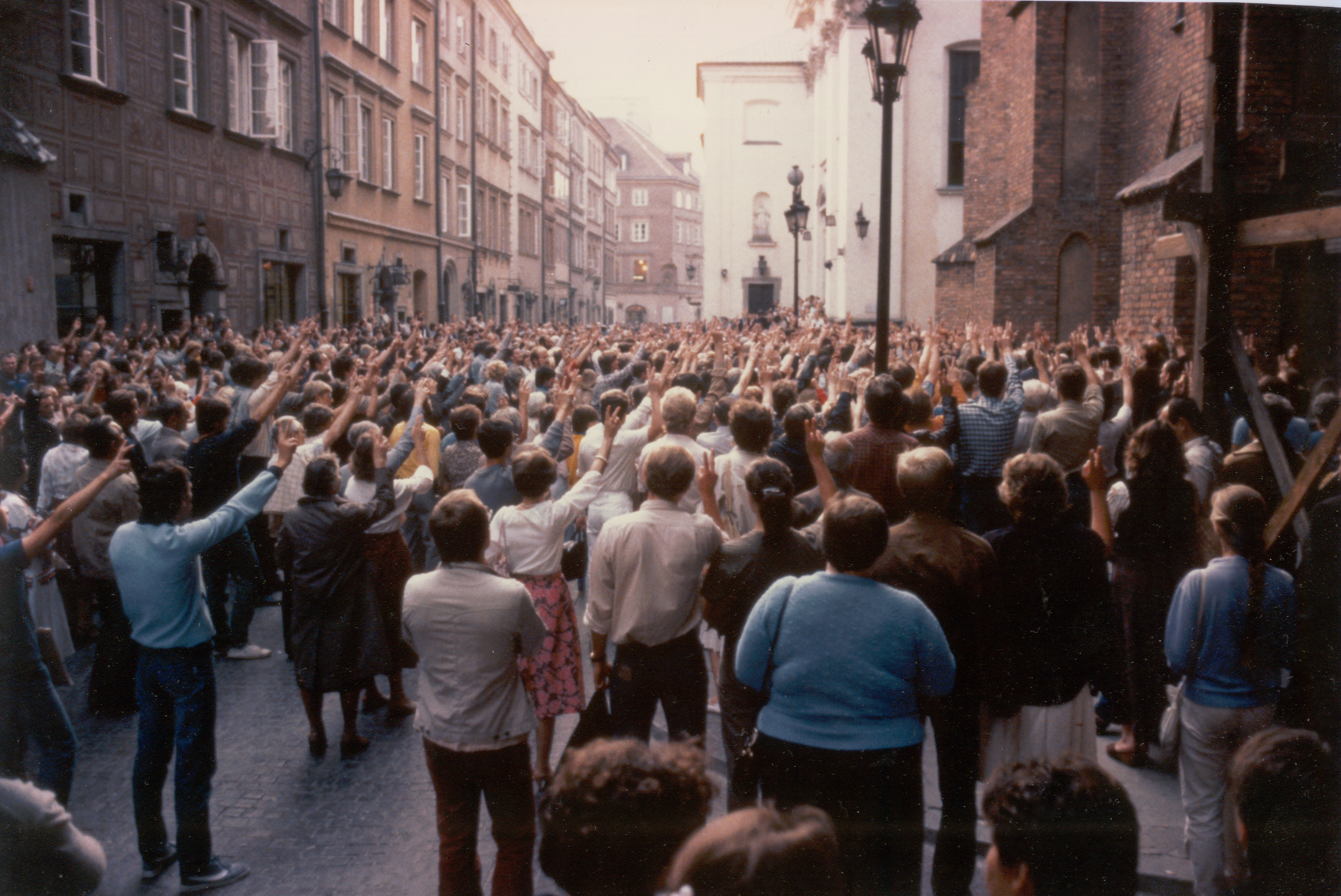
ポーランドの「連帯」。労働運動でもあり民主化や人権を求める総合的社会運動でもあった（1984年）。

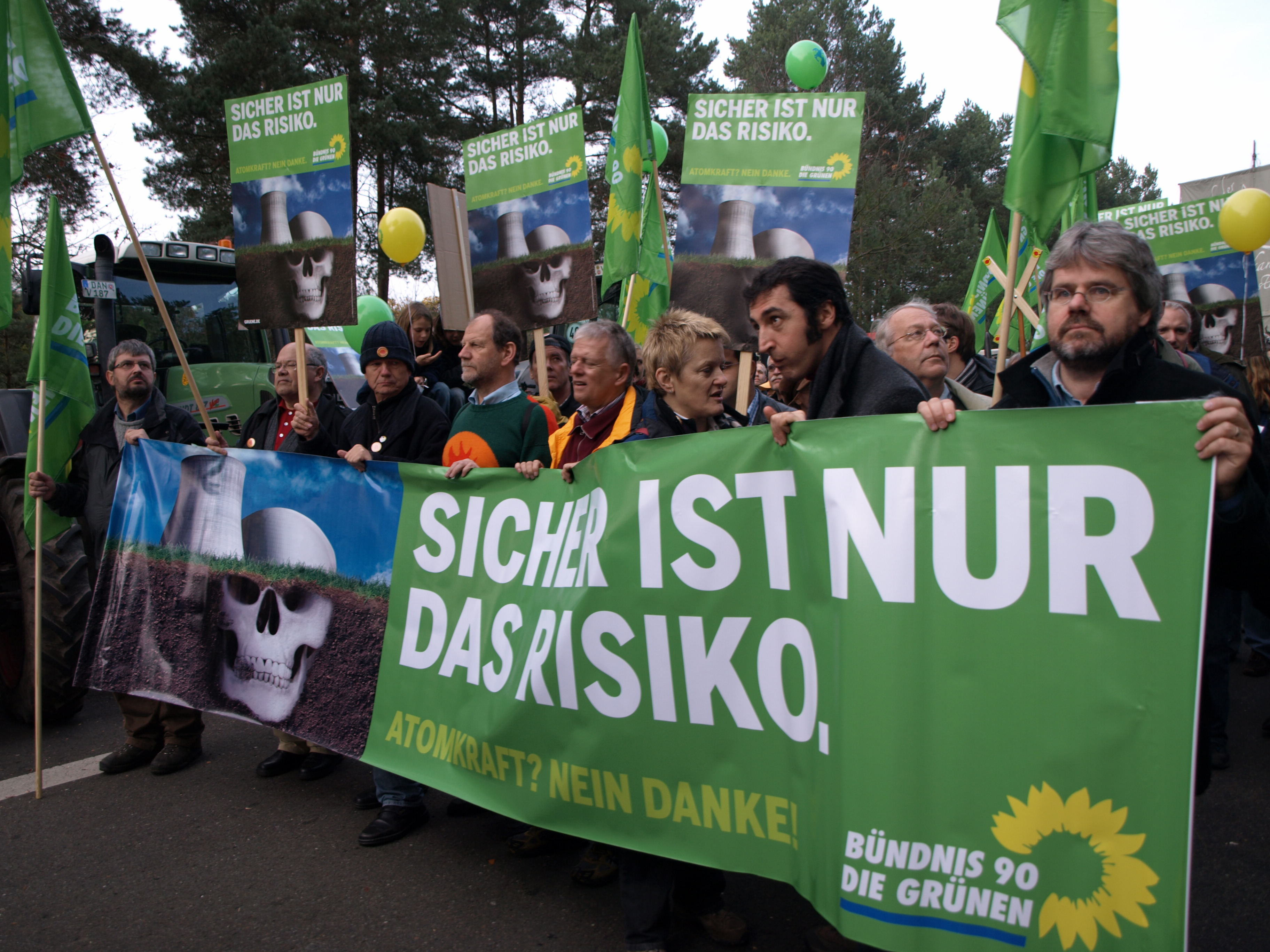
ドイツで核廃棄物に抗議する反核活動家（2008年）

日本では戦後、1960年代（昭和中期）の社会全体が革新・左翼的な風潮に包まれていた頃は、社会運動は主にマルクス主義的で先鋭的な階級闘争を掲げる労働運動や学生運動のほか、より幅の広い平和運動など、革新・左翼的な運動の代名詞として捉えられがちだった。またこの時期はアメリカの公民権運動やベトナム反戦運動など、国際的に大きなインパクトを与える社会運動が起きた。
そののち、1970年代（日本では昭和後期）以降、世界的に環境保護や反原発、フェミニズム（特にラディカル・フェミニズム）やマイノリティの人権など、市民を中心に階級闘争では捉えにくい新しいテーマを掲げる社会運動として各種の市民運動が台頭した。学術的には、これらの市民運動を総称して新しい社会運動と呼ぶことがある。これは市民社会の発達やポスト産業社会化にともない、人々の社会問題に対する意識や関心が個別化・多様化したことの表れであった。なおそれまでの革新・左翼的な社会運動の多くは階級闘争を掲げるなど政治的な党派性や思想・イデオロギー性が強かったのに対して、多様化した市民運動は党派性やイデオロギーから距離を置くと称する場合が多く、社会運動に穏健化と活動テーマの幅広さをもたらすこととなった。

## 現代

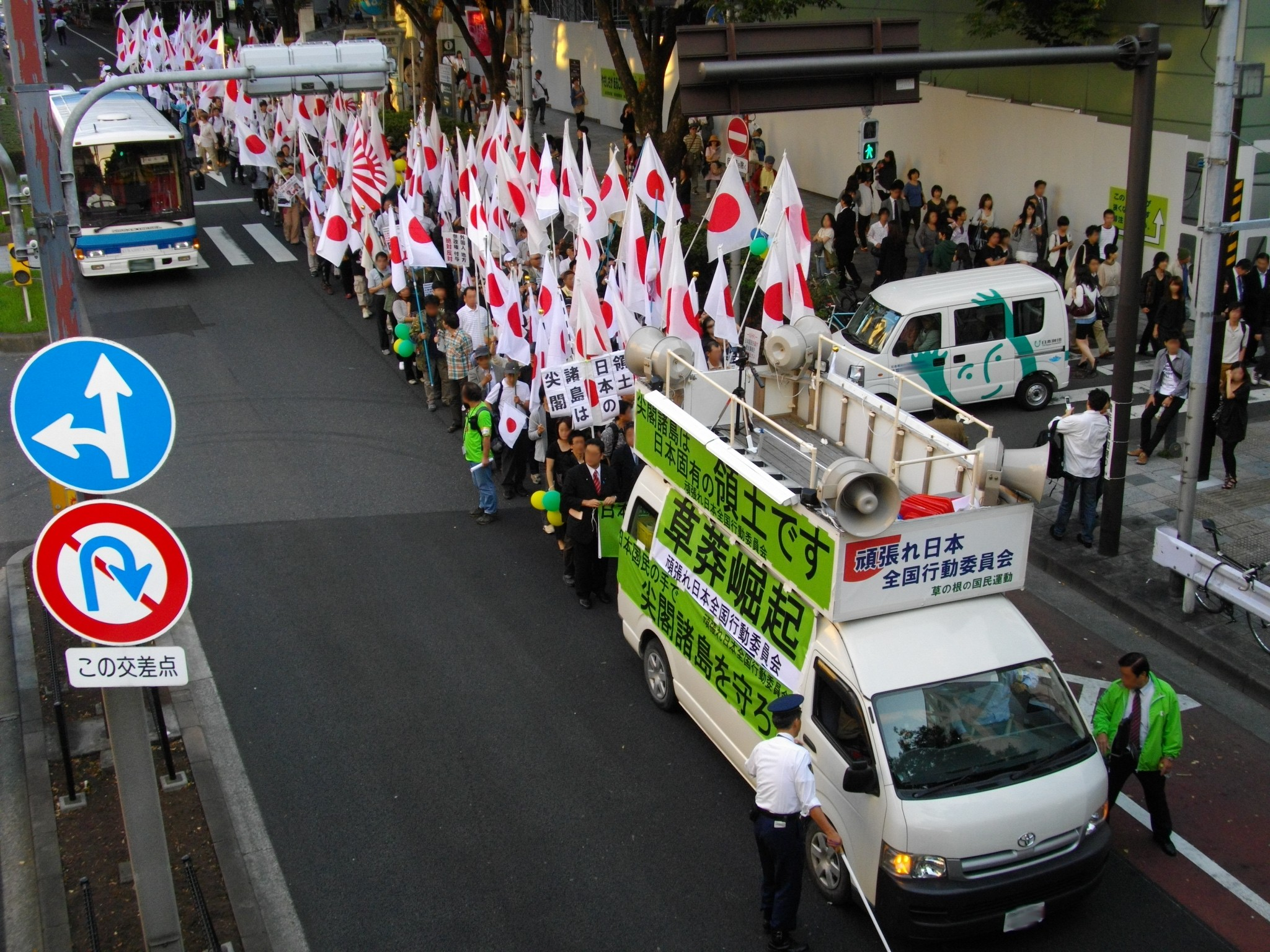
「頑張れ日本!全国行動委員会」の反中デモ（2010年10月2日）

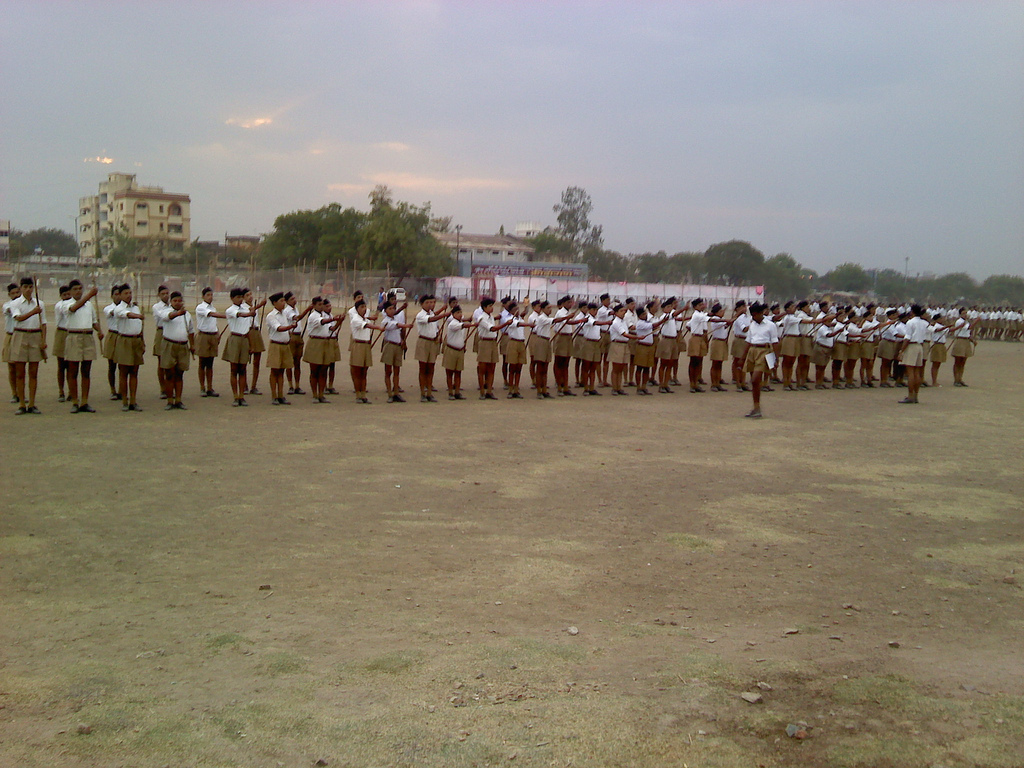
インドの民族義勇団の棒術訓練

現代でも革新・左翼的な社会運動は多く行われているものの、日本では反中や在日外国人や北朝鮮による日本人拉致問題やチベット問題などに関する運動が目立ってきているため、社会全体では保守・右翼的な社会運動の割合が高まっている。これは日本に限った現象ではなく、ヨーロッパでも治安の悪化や新規の移民に厳しい姿勢をとるなど外国人を排斥する動きが強まっており、またアメリカではキリスト教右派などが担い手となって中絶反対や伝統的な家族の価値観擁護、創造論の公教育での採用などを主張するなど、各国で保守・右翼的な世論の高まりや社会運動がみられる。
さらに欧米先進国にも限られず、イスラム諸国における原理主義（イスラーム主義）の高まりにもイスラム法（シャリーア）によって統治される社会の（イスラム国家の樹立といった）復古を求めるなど、保守・右翼的な社会運動としての性格がある。インドにおいて民族義勇団などが進めるヒンドゥー至上主義も似たような性格を持つ。

## 主な社会運動の種類

### 担い手による分類
- 学生運動 - 学生
- 労働運動 - 労働者（労働組合）
- 市民活動（市民運動） - 市民（市民団体）
- 住民運動 - 当該地域の住民
- 民主化運動 - 全体主義・権威主義体制に対して民主化を求める者
- 被害者運動 - 何らかの事態における被害者
- 平和運動 - 平和主義者
- 環境保護運動 - エコロジスト (en)、公害被害者
- 民族解放運動（民族運動） - ナショナリスト、または少数民族・先住民
- 女性解放運動 - 女性（フェミニスト）
- 人権擁護運動 - 被抑圧者、マイノリティ（社会的少数者）、社会的弱者。アメリカの「公民権運動」が有名。
- 障害者運動 -障害者
- 農民運動 - 農民（特に小作人）
- 借家人運動 - 借家人（スコッターも参照せよ）
- 宗教運動 - 宗教による社会の変革を通じた救済を望む者、信者
- 消費者運動 - 消費者、消費者団体消費生活協同組合（生協）
- 健康増進運動 - 健康な生活や医療費の節減を望む者
- 地域おこし・まちづくり - 当該地域の活性化を望む住民

### 手法・方法による分類
- 署名運動 - 社会運動の目的のために署名を募る行為。
- ボイコット - 社会運動の目的を実現するための不買、拒否、排斥などの行為。多くの場合、それ自体が社会運動（ボイコット運動、不買運動など）となる。一例として19世紀末イランのタバコ・ボイコット運動がある。
- アウェアネス・リボン - さまざまな社会運動への支援や賛同を示すために多用される（リボン運動）。